# Innsbrucká středohorská dráha
Innsbrucká středohorská dráha (německy Innsbrucker Mittelgebirgsbahn – hovorově také Mittelgebirgsbahn, Igler nebo Sechser) je název linky 6 innsbrucké tramvaje. Meziměstská tramvajová trať o délce 8,362 km byla původně povolena jako železnice – malodráha. Zajišťuje přístup na Paschberg, který se nachází jihovýchodně od Innsbrucku na nízkém horském hřebeni, podle něhož dostala dráha své jméno. Trať byla otevřena v roce 1900 a od té doby spojuje innsbruckou čtvrť Wilten s obcemi Aldrans, Lans, Sistrans a Igls. Dříve sloužila jako důležitý prostředek místní dopravy, dnes (2022) je výletní tratí do oblíbené městské rekreační oblasti. V dřívějších letech jezdily vlaky z Iglsu a do Iglsu několikrát přes centrum města, ale dnes (2022) všechny cesty končí opět na okrajové stanici Bergisel, kde je přípoj na linku 1.

## Průběh tratě

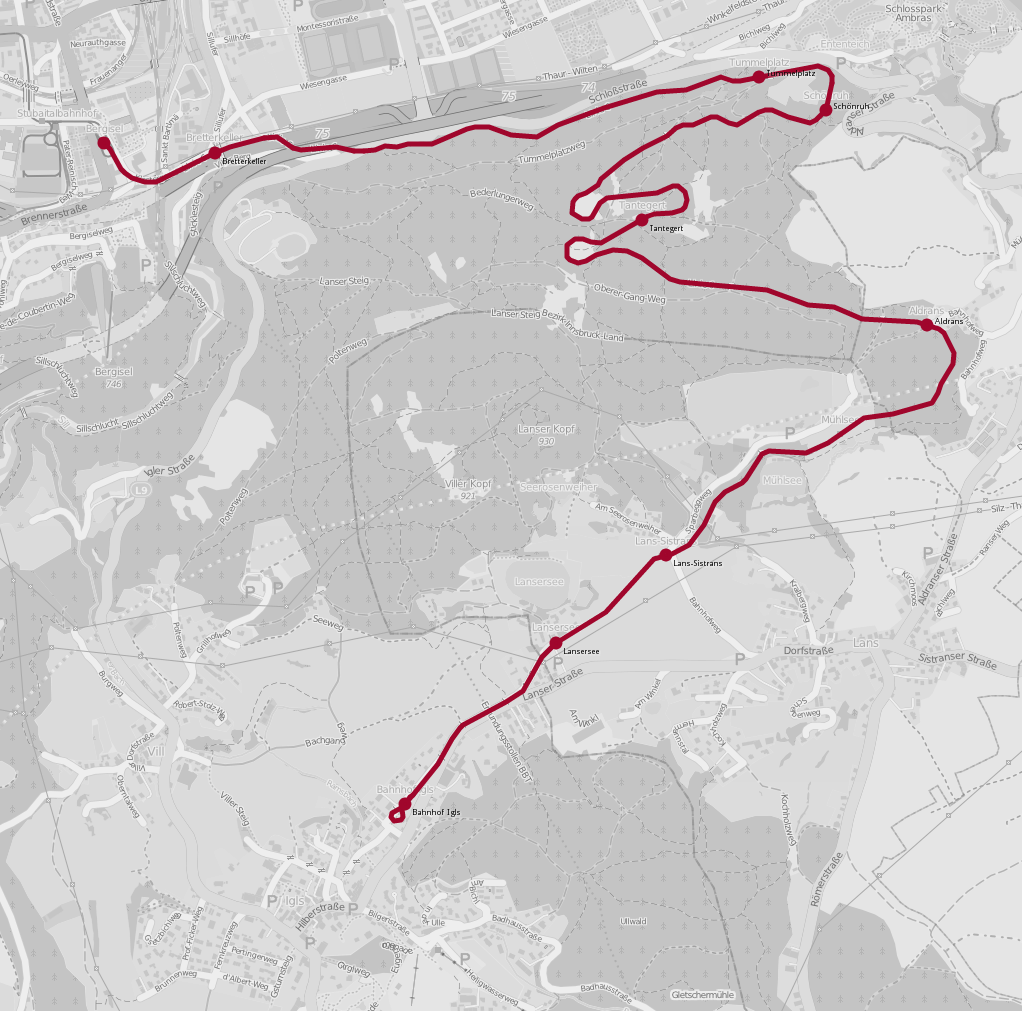
Průběh tratě

V Innsbrucku trať začíná na takzvaném Bergiselbahnhof, kde se vagón přijíždějící z Iglsu ostře otáčí. Kdysi to bylo depo místní dráhy Innsbruck-Hall in Tirol, kde byla umístěna nejen vozidla úzkorozchodné železnice, ale také tramvaje. Bývalé nádraží, které bylo přestavěno na tramvajovou zastávku, dnes (2022) stále tvoří tři koleje – dvě ve směru na Igls a obratiště linky 1.
Při výjezdu z nádraží Bergisel nejprve mine nástupiště, na kterém zastavovaly vlaky přijíždějící z Iglsu a směřovaly do města. Vlak pak v dlouhém oblouku míjí kulturní hostinec Bierstindl, projíždí pod Brennerskou dráhou (včetně vjezdu do právě vybudovaného Brennerského úpatního tunelu), překračuje řeku Sill vedle Inntalské dálnice a přijíždí na zastávku Bretterkeller. Ke stejnojmennému hostinci se odtud dostanete po lávce. Od této chvíle vede trať do kopce. Po několika metrech překonává Inntalskou dálnici A13 a prochází mostem pod Brennerskou dálnicí A12. Po průjezdu pod silnicí Igler se cesta nachází v lese Paschberg. V tunelu jsou vidět izolátory upevnění přívodního vedení. Nyní následuje poměrně dlouhý úsek s několika mírnými zatáčkami, odkud je mezi stromy stále vidět Innsbruck. Ze zastávky Tummelplatz se po několika minutách chůze dostanete k zámku Ambras a pamětnímu hřbitovu Landessöhne. 
V dlouhém oblouku se projíždí jediným tunelem linky 6 a dojíždí se do zastávky Schönruh. Poměrně prostorný, plochý a rovný objekt je konstrukčně navržen tak, aby se do něj vešel původně plánovaný rozjezd. Schönruh měl památkově chráněný přístřešek, která od roku 1900 téměř nezměnila svůj vzhled, ale v polovině května 2007 vyhořela. Poté pokračuje zatáčka a železnice se stáčí k západu. Až do další velké zatáčky je odtud vidět hřbitov. Železniční trať znovu a znovu křižuje turistické stezky. Po deseti minutách jízdy z Bergiselu a další zatáčce následuje odbočka Tantegert. Vlaky tudy projížděly každých 30 minut. Na okraji nádraží stojí strážní domek, který dnes slouží jako víkendový dům. Po další zatáčce se dostanete na poměrně dlouhý rovný úsek trati. Trať zde byla časem narovnána, aby se zkrátila doba jízdy. Po několika zatáčkách se přijíždí k zastávce Aldrans. Po dlouhé zatáčce a několika táhlých obloucích železnice opouští les a přijíždí do zastávky Mühlsee. Také na této zastávce, která má z velké části nezměněný přístřešek pro cestující, byla plánována výhybna.
Po několika zatáčkách se železnice dostává do zastávky Lans-Sistrans na náhorní plošině Paschberg. Autobusový přístřešek byl v osmdesátých letech 20. století nahrazen betonovým přístřeškem. Vlak pokračuje dlouhým obloukem do zastávky Lanser See. V létě zde mnoho cestujících vystupuje a jde pěšky k jezeru nebo se přes Paschberg vrací do Innsbrucku. I přes několik renovací si přístřešek zachoval svůj původní ráz. Po několika minutách dojedete na konečnou stanici v Iglsu, kde se zachovala přijímací budova z roku 1900. Otočná smyčka se dříve jezdila proti směru hodinových ručiček. Dnes (2022) vagon ostře zatáčí a zastavuje před nádražním bistrem vedle čekárny. Smyčkou čas od času projíždí pouze nostalgické a stavební vlaky. Odtud vede krátká procházka do centra Iglsu, dalších pět minut trvá cesta k lanovce Patscherkofelbahn.
Vzhledem k trasování a skutečnosti, že železnice bývala provozována pouze v létě, má úzkorozchodná železnice charakter výletní železnice. Naproti tomu většina dojíždějících z Iglsu jezdí do Innsbrucku autobusem. Turisté a výletníci dávají přednost železniční trati, zejména kvůli její blízkosti hradu Ambras a turistickým stezkám na Paschberg. Volnočasový charakter železnice dále posiluje možnost přepravy jízdních kol, která je k dispozici od roku 1996 a vedla k nárůstu počtu cestujících. 